# Лишайникові кислоти
Лишайникові кислоти — велика група органічних сполук, що містяться в лишайниках.  Зустрічаються у представників багатьох родів лишайників (Ramalina, Evernia, Cladonia, Anzia тощо). Зазвичай для кожного виду лишайників характерні декілька певних кислот, що може служити систематичною ознакою. Водні екстракти з лишайників здавна застосовувалися в народній медицині, оскільки для більшості лишайникових кислот характерна антибіотична активність. Для хімічної будови всіх лишайникових кислот характерна наявність двох залишків полізаміщених фенолів або фенолкарбонових кислот, зв'язаних один з одним в різних комбінаціях.
Розрізняють кілька типів лишайникових кислот. До структурного типу депсидів відносяться антибіотики сферородін, леканорова (I), анациєва, рамалінолова та інші кислоти. Простий представник лишайникових кислот структурного типу депсидонів — антибіотик фізодова кислота (II). До структурного типу дібензофурана відноситься широко поширена в лишайниках уснінова кислота (III) — ефективний антибіотик, використовуваний при лікуванні шкірних захворювань і правця. Всі ці типи лишайникових кислот біосинтезуються цілком з залишків оцтової кислоти; більшість з них активні проти мікобактерій.  До четвертого структурного типу лишайникових кислот (1,4-діфенілбутадієна) відносяться отруйні вульпінова, хрізопетрарова та лепраринова кислоти, а також епанорін і ризокарпова кислота, що містять залишки амінокислот лейцину та тирозину.